# Pascual Navarro
Pascual Navarro, né le 17 mai 1923 à Caracas et mort le 15 mars 1986, est un peintre vénézuélien.

## Biographie
Pascual Navarro naît le 17 mai 1923 à Caracas,.
De 1938 à 1944 il étudie la peinture et la gravure à l'Académie des Beaux-Arts de Caracas,. En 1947, il s'installe à Paris, où il travaille à l'académie Julian,. Il voyage en Italie, en Espagne, en Angleterre et en Belgique. En 1952 il expose à Paris chez Arnaud.
Pascual Navarro meurt en 1986,.